# Třída Murasame
Třída Murasame je třída univerzálních torpédoborců Japonských námořních sil sebeobrany. Jejich hlavním úkolem je ničení hladinových lodí a ponorek. Naopak mají omezené možnosti v boji proti vzdušným cílům. Skládá se z celkem devíti jednotek postavených v letech 1993–2002. Všechny jsou stále v aktivní službě.

## Stavba
Celkem bylo v loděnicích společností IHI Corporation, Mitsui Engineering & Shipbuilding, Sumitomo Heavy Industries, Mitsubishi Heavy Industries a Hitachi Zosen postaveno devět jednotek této třídy. Stavba první jednotky byla zahájena v roce 1993. Do služby byly zařazeny v letech 1996–2002.
Jednotky třídy Murasame:
| Jméno             | Zahájení stavby | Spuštěna        | Vstup do služby | Status  |
| ----------------- | --------------- | --------------- | --------------- | ------- |
| Murasame (DD-101) | 18. srpna 1993  | 23. srpna 1994  | 12. března 1996 | aktivní |
| Harusame (DD-102) | 11. srpna 1994  | 16. října 1995  | 24. března 1997 | aktivní |
| Júdači (DD-103)   | 18. března 1996 | 19. srpna 1997  | 4. března 1999  | aktivní |
| Kirisame (DD-104) | 3. dubna 1996   | 21. srpna 1997  | 18. března 1999 | aktivní |
| Inazuma (DD-105)  | 8. května 1997  | 9. září 1998    | 15. března 2000 | aktivní |
| Sadimare (DD-106) | 11. září 1997   | 24. září 1998   | 21. března 2000 | aktivní |
| Ikazuči (DD-107)  | 25. února 1998  | 24. června 1999 | 14. března 2001 | aktivní |
| Akebono (DD-108)  | 29. října 1999  | 25. září 2000   | 19. března 2002 | aktivní |
| Ariake (DD-109)   | 18. května 1999 | 16. října 2000  | 6. března 2002  | aktivní |

## Konstrukce

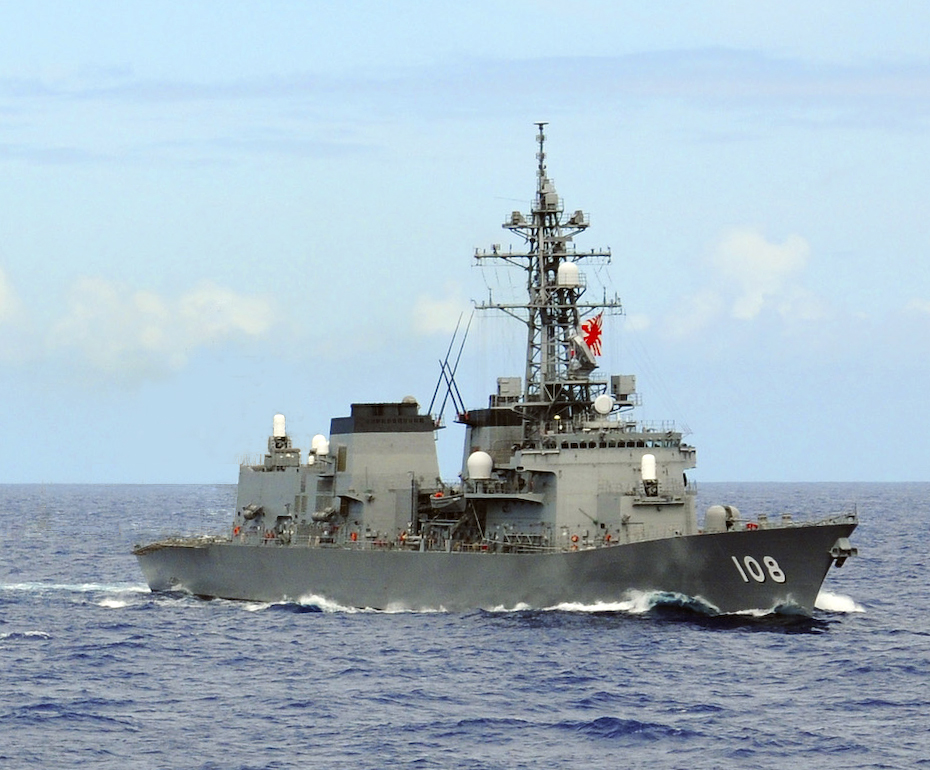
Akebono (DD-108)

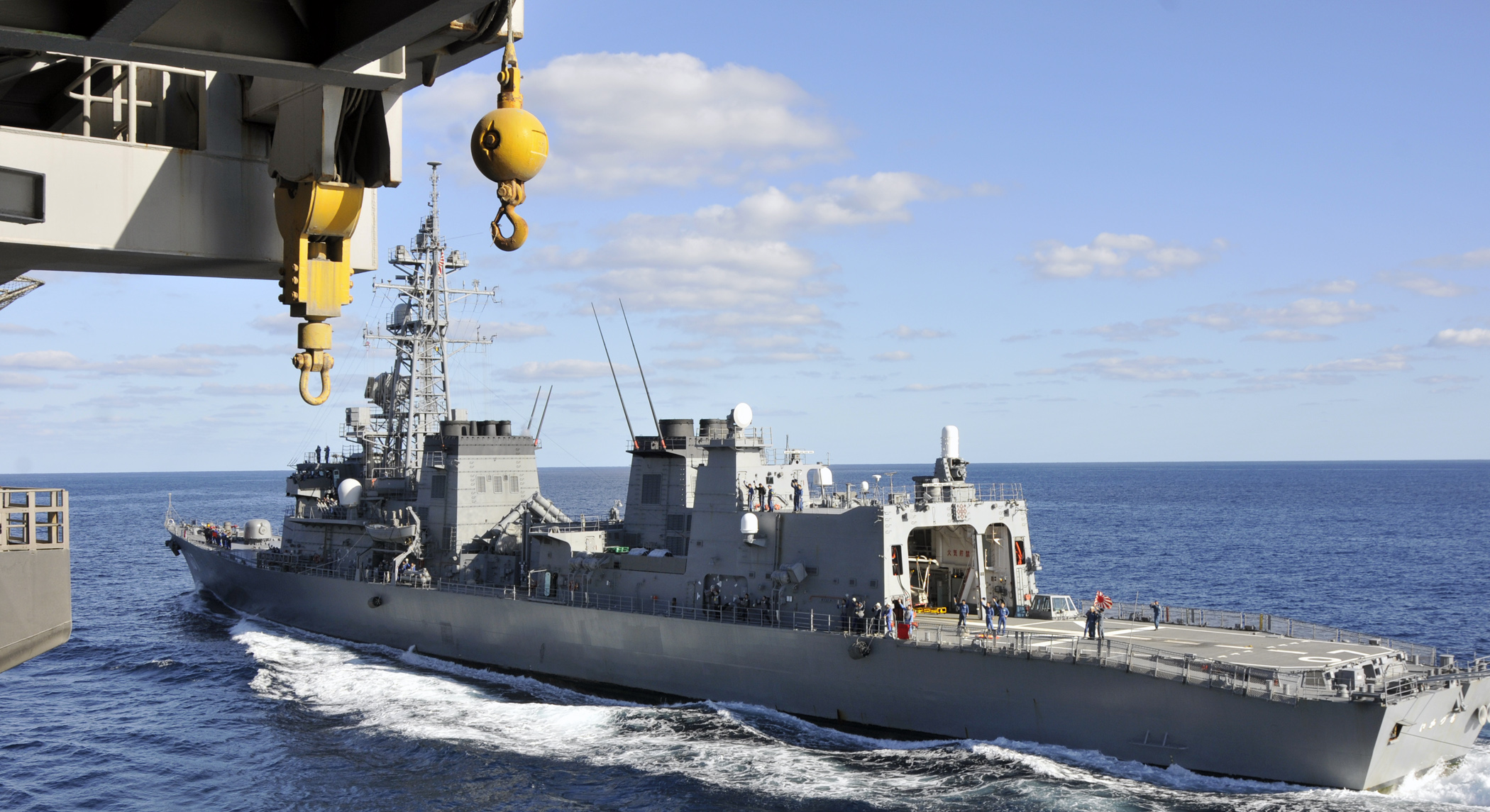
Ikazuči (DD-107)

Hlavňovou výzbroj torpédoborců tvoří jeden 76mm kanón OTO Melara, umístěný v příďové dělové věži. Protiponorkovou výzbroj tvoří raketová torpéda VL ASROC startující z vertikálních vypouštěcích sil Mk41. Na kratší vzdálenosti je doplňují dva tříhlavňové 324mm torpédomety typu 68, z nichž jsou vypouštěna americká lehká protiponorková torpéda Mark 46.
Protilodní výzbroj představují dva čtyřnásobné kontejnery protilodních střel SSM-1B s dosahem až 200 km. Protiletadlovou výzbroj tvoří dvě skupiny vertikálních vypouštěcích sil Mk48 pro řízené střely Sea Sparrow či ESSM. Blízkou obranu proti letadlům a protilodním střelám zajišťují dva systémy Phalanx CIWS. Torpédoborec na palubě nese jeden protiponorkový vrtulník SH-60J, pro jehož uskladnění je vybaven hangárem.
Pohonný systém je koncepce COGAG. Pro plavbu ekonomickou rychlostí slouží dvě plynové turbíny Kawasaki-Rolls-Royce Spey SM1C, přičemž v bojové situaci se připojí další dvě plynové turbíny typu General Electric LM2500. Lodní šrouby jsou dva. Nejvyšší rychlost dosahuje 30 uzlů.